# Suwanee
Suwanee – miasto w Stanach Zjednoczonych, w stanie Georgia, w hrabstwie Gwinnett. Liczy ponad 20,9 tys. mieszkańców i należy do najszybciej rozwijających się miast w stanie. 